# Felix Cramer
Felix Cramer (* 7. Mai 1974 in Freiburg im Breisgau) ist ein deutscher Kameramann.

## Leben
Felix Cramer studierte von 1995 bis 1999 Audiovisuelle Medien an der Hochschule der Medien Stuttgart. Anschließend folgte ein Studium im Bereich Kamera bis 2003 an der Filmakademie Baden-Württemberg. Cramer drehte 2004 mit Das Lächeln der Tiefseefische seinen ersten Langspielfilm. Seither arbeitet er vielfältig für Kino- und Fernsehproduktionen. Einer seiner bekanntesten Filme ist Waffenstillstand, der mehrere Filmpreise erhielt, u. a. Prix Europa, Prix Italia, Förderpreis Deutscher Film, Publikumspreis Filmfest Zürich. Die Jugend-Echtzeitserie Allein gegen die Zeit erhielt eine Nominierung zum Deutschen Kamerapreis 2010 sowie zum International Emmy Award 2011 und zum Deutschen Fernsehpreis 2010; für Paradies 505. Ein Niederbayernkrimi wurde er zum Deutschen Kamerapreis 2014 nominiert. Er war verantwortlich für die Bildgestaltung des quotenstarken Franken-Tatorts Der Himmel ist ein Platz auf Erden. Er erhielt 2021 für Oktoberfest 1900 den Bayerischen Fernsehpreis.
Cramer ist Mitglied im Berufsverband Kinematografie (BVK).

## Filmografie (Auswahl)
- 2001: Ob sie wollen oder nicht
- 2002: Kevin Barry Love O’Ree
- 2005: Das Lächeln der Tiefseefische
- 2006: Der Seehund von Sanderoog
- 2007: GG 19 – Deutschland in 19 Artikeln (Episode 16)
- 2008: Unschuld
- 2008: Vom Atmen unter Wasser
- 2009: Waffenstillstand
- 2010: Des Kaisers neue Kleider
- 2010–2012: Allein gegen die Zeit (Fernsehserie, 13 Folgen)
- 2011: Unter Nachbarn
- 2012: Die Braut im Schnee
- 2012: Katie Fforde – Leuchtturm mit Aussicht[3]
- 2012: Allerleirauh
- 2013: Paradies 505. Ein Niederbayernkrimi
- 2013: Vom Fischer und seiner Frau
- 2013: Mein Mann, ein Mörder
- 2014: Kommissar Marthaler – Partitur des Todes
- 2014: Till Eulenspiegel
- 2014: Neben der Spur – Adrenalin
- 2015: Tatort: Der Himmel ist ein Platz auf Erden
- 2015: Platonow
- 2015: Die dunkle Seite des Mondes
- 2016: Allein gegen die Zeit – Der Film
- 2017: Tigermilch
- 2017: Mord in bester Gesellschaft: Winters letzter Fall
- 2018: Tatort: Ich töte niemand
- 2018: Der Nesthocker
- 2019: Tatort: Querschläger
- 2019: Ottilie von Faber-Castell – Eine mutige Frau
- 2020: Oktoberfest 1900 (Fernsehserie)
- 2021: Der Rebell – Von Leimen nach Wimbledon
- 2021: Das Weiße Haus am Rhein
- 2022: Polizeiruf 110: Abgrund
- 2024: Shardlake (Fernsehserie)

## Auszeichnungen (Auswahl)
- 2010: Nominierung Deutscher Kamerapreis für Allein gegen die Zeit
- 2014: Nominierung Deutscher Kamerapreis für Paradies 505: Ein Niederbayernkrimi
- 2021: Bayerischer Fernsehpreis für die Beste Kamera für Oktoberfest 1900
- 2021: Nominierung Deutscher Fernsehpreis für die Beste Kamera für Oktoberfest 1900
- 2022: Nominierung Deutscher Kamerapreis für Der Rebell - Von Leimen nach Wimbledon